# Севастьянов, Иван Михайлович
Иван Михайлович Севастьянов (15 октября 1777 — 28 ноября 1850) — один из крупнейших купцов — предпринимателей г. Краснослободска, почётный гражданин. Потомственное почётное гражданство получил в 1833 году. Деятельность его была многогранна: торговал привозимыми из Москвы тканями, поставлял на винокуренные заводы края зерно, продавал скот, который покупал у крестьян. В 1830 годы Иван Михайлович был одним из самых богатых винных откупщиков России. Сфера деятельности винных откупов Ивана Михайловича распространялась на Лукояновский и Арзамасский уезды Нижегородской губернии и Краснослободский уезд Пензенской губернии. Деловитого и умного купца заметил знаменитый М. М. Сперанский в свою недолгую бытность пензенским губернатором (1816—1819 гг.).В это же время И. М. Севостьянов занимал выборную должность городского главы уездного г. Краснослободск, возглавлял городскую думу и отвечал за строительство и благоустройство, развитие ремесел и торговли, снабжение и финансы. Неоднократно избирался городским головой.

## Благотворительная деятельность
Занимался благотворительностью. В 1817 году большой пожар уничтожил почти весь город. Иван Михайлович пожертвовал почти весь свой капитал для его восстановления. По его распоряжению безвозмезно было роздано более пяти тысяч рублей бедным погорельцам, многие получили от него беспроцентные ссуды. Семь богатейших семей города оставшись без крова более года жили в его доме на полном иждивении хозяина. Такого рода деятельность Ивана Михайловича не могла остаться незамеченной: в 1820 году был награждён правительством Александра I золотой медалью на Владимирской ленте.
Иван Михайлович Севостьянов был весьма начитан, строг, бережлив и вместе с тем, как и его сыновья, отзывчив. На портрете начала XIX века он одет и причесан по столичной моде.

## Семья
У Ивана Михайловича и его жены Анфисы Михайловны было одиннадцать детей (9 сыновей и 2 дочери), из которых по крайней мере четверо сыновей оставили след в памяти потомков.
Воспитанию детей в семье уделялось серьезное внимание. Современники отмечали, что на Севостьяновых в вопросах воспитания оказывал влияние М. М. Сперанский. Он лично рекомендовал Ивану Михайловичу домашних учителей для обучения детей, разной для мальчиков и девочек. Первоначальное образование дети получали дома. Когда мальчикам исполнялось 12 лет, их отвозили в Москву в Пансионат для благородных детей мужского пола штабс-капитана и кавалера И. И. Голушки. После трех лет пребывания у него юноши готовились к поступлению в Московский университет И. А. Двигубского, у которого они и жили во время учебы в университете.

## Усадьба Севастьяновых
В центре города сохранилась усадьба Севастьяновых. (Советская площадь, д. 9). Дом построен в начале XIX века (приблизительно 1800 г.), так как до 1774 года территория будущей усадьбы была занята Покровским женским монастырем, упраздненным в 1764 году по указу Екатерины II. Монахини же продолжали жить в монастырских кельях, вплоть до 1774 года, когда были изгнаны отрядом пугачевцев.
В 1879 году этот дом был куплен уездным земством у внука Ивана Михайловича — Владимира Константиновича Севостьянова. В родовом гнезде Севостьяновых в Краснослободске стала располагаться земская управа. Здесь же собирался и уездный земский съезд. Большой каменный сарай во дворе служил складом для сельскохозяйственных орудий. Здесь находились и элитные семена, которые земство выписывало для продажи крупным землевладельцам и крестьянам. С 1886 года к зданию земской управы была приобретена земля, её уступили земству другие почетные граждане города — Иван и Степан Абрамовичи Ненюковы.